# Ли Цзяньжоу
Ли Цзяньжо́у (кит. упр. 李坚柔, пиньинь Lǐ Jiānróu, р.15 августа 1986 г. в Цзилинь, провинция Цзилинь) — китайская шорт-трекистка, 4-хкратная победительница чемпионатов мира, Олимпийская чемпионка 2014 года.  Окончила в 2014 году Северо-Восточный нормальный университет в степени доктора физического воспитания.

## Биография
Ли Цзяньжоу родилась в 1986 году в семье отца Ли Цзиньхай, плотника, и матери Ма Инся, которая работала бухгалтером. В детстве была очень непослушной и любила играть. Именно из-за этого она начала кататься на коньках в возрасте 10 лет. 30 марта 2008 года она представляла команду провинции Цзилинь по шорт-треку и выиграла на дистанции 1000 метров Национального чемпионата в Чанчуне. В том же году вошла в национальную сборную, и на чемпионате Азии победила в финале на 1000 метров. Однако Ли Цзяньжоу не хватило стабильности, она не закрепилась в национальной команде и вернулась в сборную провинции. 
В марте 2010 года Ли снова представляла провинцию Цзилинь на национальном чемпионате по шорт-треку и выиграла четыре дистанции в беге на 500 м, 1000 м, эстафете и в многоборье. В том же году из-за её выдающихся результатов Ли Янь, главный тренер сборной Китая по шорт-треку позвала Ли Цзяньжоу в национальную сборную. 
В 2011 году она завоевала бронзовую медаль  зимней Универсиады в Эрзуруме на дистанции 1500 м, и серебряную в эстафете, а затем стала обладательницей золотой и двух бронзовых медалей кубка мира в Москве. В марте получила золотую медаль чемпионата мира в Шеффилде в эстафете в составе Лю Цюхун, Чжан Хуэй, Фань Кэсинь и Сяо Хань. Тогда же в марте на командном чемпионата мира в Варшаве завоевала серебряную медаль в команде, а 26 марта  представляла провинцию Цзилинь на национальном чемпионате и выиграла на дистанциях 500 метров и 1500 метров. 
В начале сезона 2011/12 годов на Кубке мира в Солт-Лейк-Сити Ли в беге на 1500 м получила третье место, а 31 октября в женской эстафете на этапе в Сагенее заняла первое месте. 4 декабря на этапе в Нагое Ли Цзяньжоу заняла первое место на 1000 метров. В январе 2012 года на 12-х Национальных зимних играх она стала чемпионкой на дистанциях 500 метров, 1500 метров, заняла второе место в женском многоборье и победила в женской эстафете. 
В феврале на кубке мира в Москве Ли Цзяньжоу выиграла в эстафете, через неделю на этапе кубка в Нидерландах заняла третье место в беге на 1000 метров и стала первой в эстафете. На чемпионате мира в Шанхае в марте она завоевала золотые медали в эстафете и на дистанции 1500 м, и серебряную — на дистанции 1000 м, став в итоге чемпионкой в многоборье. 
21 октября 2012 года на кубке мира в Калгари Ли Цзяньжоу заняла третье место в беге на 1500 м. 22 октября в эстафете в финале Кубка мира в Калгари вместе с Ван Мэн, Фан Кексинь и Лю Цюхун заняла второе. 28 октября на этапе кубка в Монреале на дистанции 1500 метров столкнулась с тремя южнокорейскими спортсменками, но заняла третье место. В декабре в Нагое выиграла в женской эстафете, следом  8-9 декабря на 1500 м на Кубке мира в Шанхае заняла второе место, и впервые заняла второе место в гонке на 1000 м. Позже она выиграла с Ван Мэн, Кун Сюэ и Фан Кексинь в эстафете.
2 февраля 2013 года на Кубке мира в Сочи Ли в беге на 1500 м заняла второе место, на следующий день выиграла женскую эстафету. 10 февраля в Дрездене пробилась во второй финал на дистанции 1500 м и заняла третье место. В эстафете Ли Цзяньжоу и Лю Цюхун, Ван Мэн и Фан Кексинь заняли третье место. 10 марта в финале эстафеты она не участвовала, но её команда во главе с Ван Мэн победили. Ли помогла в полуфинале команде выиграть три этапа подряд на Кубке мира. 
29 сентября 2013 года на Кубке мира в Шанхае заняла второе место в беге на 1000 м, а в эстафете с Ван Мэн, Чжоу Ян и Фан Кексинь заняли второе место. 6 октября в Сеуле в составе Чжоу Ян, Кун Сюэ и Фан Кексинь заняли второе место в эстафете. 11 ноября на этапе в Турине вместе с Фан Кексинь, Лю Цюхун и Ван Мэн заняли второе место в эстафете. 
В 2014 году на Олимпийских играх в Сочи Ли Цзяньжоу стала обладательницей золотой медали на дистанции 500 м. Она вышла в финал, где во время гонки британка Элиза Кристи и итальянка Арианна Фонтана столкнулись, а также зацепили южно-корейскую шорт-трекистку Пак Сын Хи, все трое упали, и Ли спокойно победила, и стала третьей китаянкой, после Ян Ян и Ван Мэн, победившей на Олимпиаде среди женщин на 500 метров. 15 февраля в финале на 1500 метров Ли Цзяньхоу была сбита с ног южнокорейской спортсменкой Ким А Ран, и не поднялась на пьедестал почета. 21 февраля она была дисквалифицирована за столкновение с британкой Элиза Кристи в полуфинале женского бега на 1000 м.
В феврале 2015 года Ли Цзяньжоу решила завершить карьеру спортсменки по возрастным и физическим причинам. 31 июля Пекин объединил усилия с Чжанцзякоу, чтобы успешно принять зимние Олимпийские игры 2022 г. Ли Цзяньжоу предложила участвовать в еще одной зимней Олимпиаде в качестве сноубордиста. В конце 2016 года она начала связываться с мероприятиями по сноуборду. 
В июне 2017 года Ли Цзяньжоу, преподаватель Северо-Восточного нормального университета, зарегистрировалась в качестве сноубордиста. В том же году присоединилась к команде провинции Хэбэй и стала членом команды по сноуборду. Она готовилась к зимним Олимпийским играм 2022 года в Пекине в качестве сноубордиста. В мае 2018 года Ли Цзяньжоу решила отказаться от сноуборда и была приглашена в качестве главного тренера недавно созданной команды по шорт-треку в провинции Хэбэй.

## Карьера тренера
В мае 2018 года Ли Цзяньжоу решила отказаться от сноуборда и была приглашена в качестве главного тренера недавно созданной команды по шорт-треку в провинции Хэбэй. .

## Личная жизнь
В 2010 году Ли была принята в школу физического воспитания Северо-Восточного университета на степень магистра спортивной подготовки. В 2014 году, после зимних Олимпийских игр 2014 года в Сочи, она собственными усилиями сдала докторский экзамен и стала докторантом Чжана Шувэя, декана факультета физического воспитания Северо-Восточного Государственного университета. Она получила докторскую степень по управлению спортивной подготовкой и осталась в школе, чтобы завершить переход от спортсмена к молодому учителю. 
В феврале 2015 года Ли Цзяньжоу официально устроилась на работу в Северо-Восточный государственный университет в качестве доцента. 26 ноября 2015 года она вернулась в свой родной город Гирин и открыла “Клуб льда и снега Цзяньжоу"
23 декабря 2017 года Ли Цзяньжоу и её возлюбленный Чжан Ифань провели свадьбу в Гуанчжоу.